# 24K Magic
24K Magic (stylizowane jako XXIVK Magic) – trzeci album studyjny amerykańskiego piosenkarza Bruno Marsa wydany 18 listopada 2016 roku nakładem wytwórni Atlantic Records. Pięć utworów z płyty wydano jako single (tytułowy „24K Magic”, „That's What I Like”, „Versace on the Floor”, „Chunky” oraz remiks utworu „Finesse”  we współpracy z Cardi B). 

## Lista utworów
Zestawienie na podstawie Discogs:
| Nr | Tytuł                     | Autorzy tekstu i muzyki                                                                                 | Producent(ci)                         | Długość |
| -- | ------------------------- | --- | ------------------------------------- | ------- |
| 1. | „24K Magic”               | Bruno Mars, Philip Lawrence, Christopher Brody Brown                                                    | Shampoo Press & Curl, The Stereotypes | 3:46    |
| 2. | „Chunky”                  | Mars, Lawrence, Brown, James Fauntleroy                                                                 | Shampoo Press & Curl                  | 3:06    |
| 3. | „Perm”                    | Mars, Lawrence, Brown, Fauntleroy, Homer Steinweiss, Trevor Lawrence, Jr.                               | Shampoo Press & Curl                  | 3:30    |
| 4. | „That's What I Like”      | Mars, Lawrence, Brown, Fauntleroy, Johnathan Yip, Ray Romulus, Jeremy Reeves, Ray Charles McCullough II | Shampoo Press & Curl, The Stereotypes | 3:26    |
| 5. | „Versace on the Floor”    | Mars, Lawrence, Brown, Fauntleroy                                                                       | Shampoo Press & Curl                  | 4:21    |
| 6. | „Straight Up & Down”      | Mars, Lawrence, Brown, Fauntleroy, Faheem Najm, Carl Martin, Marc Gay                                   | Shampoo Press & Curl, Emile Haynie    | 3:18    |
| 7. | „Calling All My Lovelies” | Mars, Lawrence, Brown, Fauntleroy, Heynie, Jeff Bhasker                                                 | Shampoo Press & Curl, Haynie, Bhasker | 4:10    |
| 8. | „Finesse”                 | Mars, Lawrence, Brown, Fauntleroy, Yip, Romulus, Reeves, McCullough II                                  | Shampoo Press & Curl, The Stereotypes | 3:10    |
| 9. | „Too Good to Say Goodbye” | Mars, Lawrence, Brown, Bhasker, Kenneth "Babyface" Edmonds                                              | Shampoo Press & Curl                  | 4:41    |